# Fleury-en-Bière
Fleury-en-Bière ist eine französische Gemeinde mit 683 Einwohnern (Stand 1. Januar 2022) im Département Seine-et-Marne in der Region Île-de-France. Sie gehört zum Arrondissement Fontainebleau und zum Kanton Fontainebleau (bis 2015 Perthes). Die Einwohner werden Fleurysiens genannt.

## Geographie
Fleury-en-Bière liegt etwa 48 Kilometer südsüdöstlich von Paris und etwa zwölf Kilometer nordwestlich von Fontainebleau. Der Wald von Fontainebleau liegt im Osten. Die Gemeinde liegt im Regionalen Naturpark Gâtinais français.
Umgeben wird die Gemeinde von Cély und Perthes im Norden, Chailly-en-Bière im Nordosten, Barbizon und Saint-Martin-en-Bière im Osten, Arbonne-la-Forêt im Süden und Südosten, Milly-la-Forêt im Südwesten sowie Courances im Nordwesten.
Durch die Gemeinde führt die Autoroute A6.

## Bevölkerungsentwicklung
| 1962                      | 1968 | 1975 | 1982 | 1990 | 1999 | 2006 | 2013 |
| ------------------------- | ---- | ---- | ---- | ---- | ---- | ---- | ---- |
| 327                       | 361  | 329  | 449  | 456  | 546  | 614  | 653  |
| Quelle: Cassini und INSEE |      |      |      |      |      |      |      |

## Sehenswürdigkeiten
Siehe auch: Liste der Monuments historiques in Fleury-en-Bière
- Kirche Notre-Dame-de-l’Assomption aus dem 12. Jahrhundert
- Schloss Fleury-en-Bière, seit 1947 Monument historique

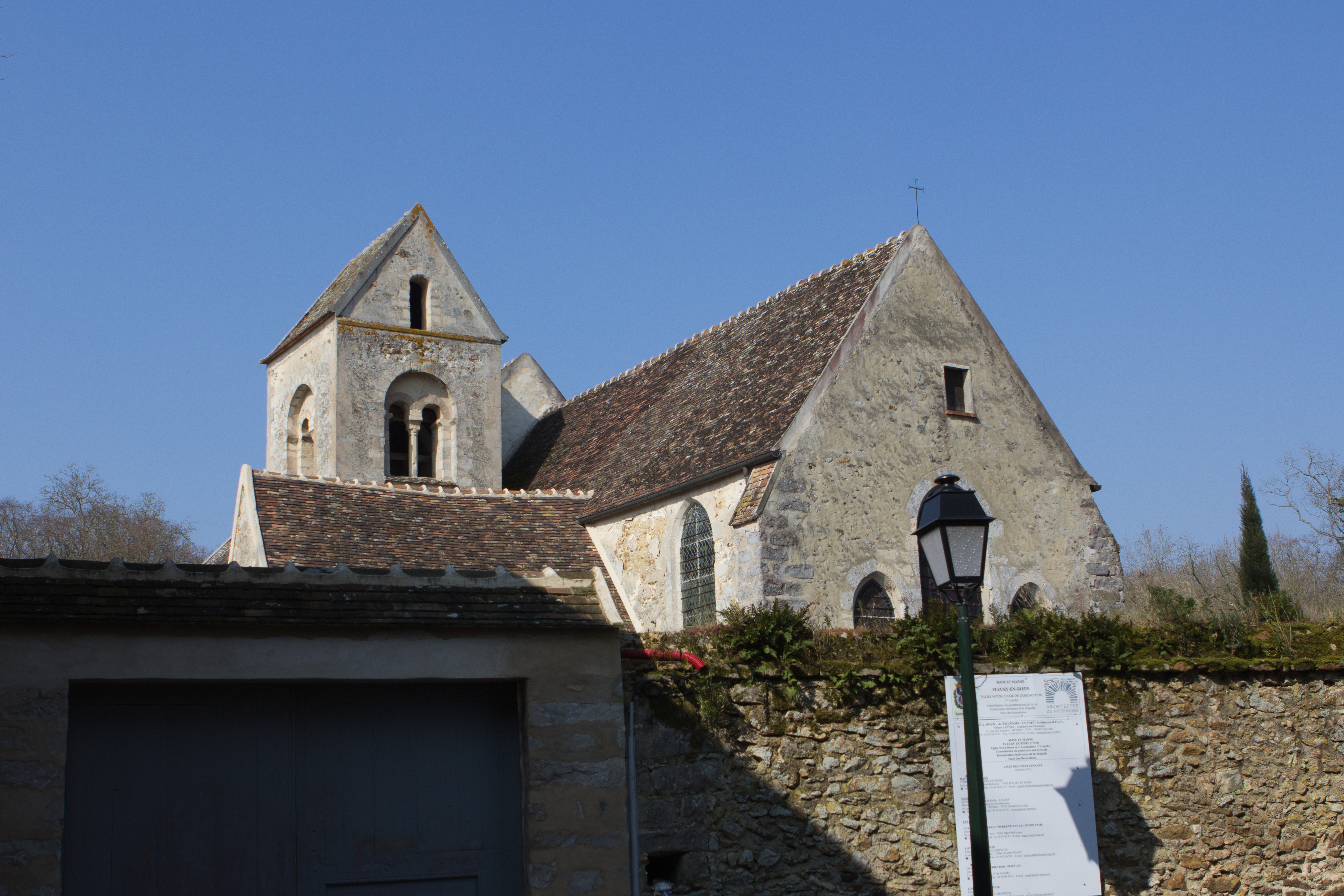
Kirche Notre-Dame-de-l’Assomption
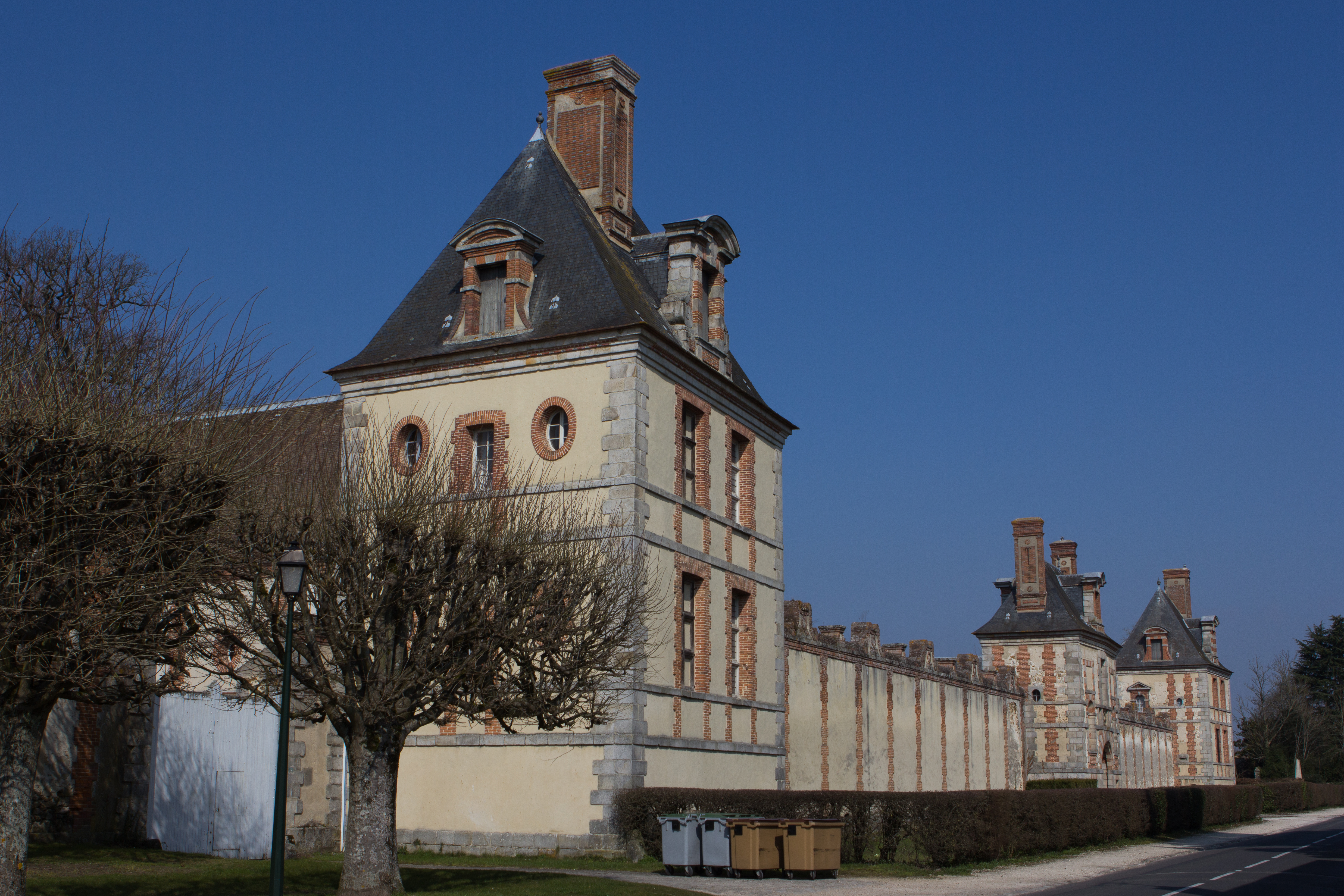
Teil des Schlosses Fleury-en-Bière

## Söhne und Töchter der Gemeinde
- Placide Vernet (1922–2018), trappistischer Priester und Ordenshistoriker